# Jimmy Wang Yu
Jimmy Wang (Artista marziale; Shanghai, 28 marzo 1943 – Taipei, 5 aprile 2022) è stato un attore, regista, produttore cinematografico e sceneggiatore cinese.
Salì alla ribalta nel 1967 come protagonista della pellicola One-Armed Swordsman, in Italia distribuito come Mantieni l'odio per la tua vendetta, un lungometraggio wuxia di arti marziali prodotto dallo Studio Shaw.

## Biografia
Prima di ricevere un contratto dalla casa cinematografica di Hong Kong "Studio Shaw" Brothers nel 1963, Wang servì nell'Esercito Nazionale Rivoluzionario ed era campione di nuoto a Shanghai. Era anche praticante di Karate giapponese, stile Shotokan. Nel 1966 il regista-mentore Chang Cheh lo sceglie per Tiger Boy, un piccolo film in bianco e nero di arti marziali del genere Wushapian (film di cavalieri erranti), che ottiene un buon incasso. Successivamente Chang Cheh lo dirige nel film che lo consacra: The One Armed Swordsman (uscito in Italia nel 1970 e poi nuovamente nel 1973 come Mantieni l'odio per la tua vendetta). Nel 1968 Chang Cheh lo diresse al fianco di Cheng Pei-pei nella pellicola wuxia Golden Swallow, diretta da Chang Cheh, un altro capolavoro del genere in costume.
Seguirono, infatti, altri lungometraggi wuxia dei quali Wang Yu divenne la star più importante in Asia. Se One-Armed Swordsman fu la consacrazione di Wang come attore, The Chinese Boxer fu l'opera che marchiò la sua fama nel cinema di Hong Kong. Accreditato come il primo film di kung-fu) o Gongfupian girato a Hong Kong, che diede l'avvio al genere di combattimento non armato, The Chinese Boxer divenne un fenomeno culturale in tutto il sudest asiatico, contribuendo grandemente alla fama del suo protagonista, ed incassò due milioni di dollari di HK nel 1970, primo film di Hong Kong a stabilire questo record.
In cerca di maggiori guadagni dall'uscita, Jimmy Wang Yu rescisse il contratto con lo Studio Shaw. Lo studio cinematografico gli intentò una causa legale e vinse, come risultato all'attore fu vietato di girare altri film nell'industria cinematografica di Hong Kong. Di conseguenza Wang emigrò a Taiwan, dove iniziò a lavorare con la casa di distribuzione Golden Harvest ed altre compagnie di produzione cinematografiche indipendenti. Fu allora che interpretò e diresse film di kung-fu come Con una mano ti rompo, con due piedi ti spezzo (The One-Armed Boxer, 1971, uscito in Occidente nel 1973), o come il sequel The One-Armed Boxer vs, the fliyng Guillotine (1976), servendosi di un cast fisso di attori-caratteristi quali Tien Yeh, Lung Fei, Shan Mao, Sit Hon ed altri, presenti in quasi ogni pellicola.
Negli anni settanta, la fama di Wang iniziò a scemare a causa dell'entrata di Bruce Lee, che rivoluzionò il genere cinematografico di film sul kung fu col suo ruolo in Il furore della Cina colpisce ancora (1971). Altri divi di Hong Kong quali David Chiang o Ti Lung, gli avevano conteso il botteghino sin dalla seconda metà degli anni sessanta nel genere Wuxiapian, ma con il trasferimento a Taiwan, Wang Yu, nonostante il tentativo di internazionalizzarsi col film di co-produzione australiana Il drago di Hong Kong/Il dragone vola alto (The man from Hong Kong/Sky High (1974) di Brian Trenchard Smith, che ottenne molti buoni incassi, soprattutto in Inghilterra e Pakistan), la sua stella si offuscò in una quantità ripetitiva di Kung-Fu e Wuxia a basso costo.
Nel 1976, Wang recitò al fianco del giovane attore-stuntman emergente dal nome d'arte di Sing Lung, poi noto al mondo come Jackie Chan, in Killer Meteors, con Lo Wei alla regia. Alla fine degli anni settanta Jackie Chan ebbe una disputa proprio contro il regista Lo Wei, poiché non voleva più lavorare per lui visto l'insuccesso dei film che aveva interpretato per Wei, il quale era però legato a una triade di Hong Kong che minacciò il nuovo divo. Wang Yu, a sua volta considerato contingente alla triade taiwanese, aiutò a risolvere la questione facendo valere il suo peso. Ma sarà solo una tregua: infatti Jackie Chan lascerà Hong Kong per gli States e farà ritorno solo quando il suo produttore Raymond Chow avrà risolto la situazione con un cospicuo risarcimento a Lo Wei. Chan ricambiò comunque il favore fattogli da Wang Yu accettando importanti ruoli in due pellicole dirette da Yu, Fantasy Mission Force (1982) e Huo shao dao (1990).
Nel 1986 Sammo Hung scelse Wang per il ruolo di Wong Kay Ying, padre dell'eroe del folklore cinese Wong Fei Hung, nel film Millionaire's Express. Negli anni successivi Wang mantenne un basso profilo, facendo poche apparizioni pubbliche fino al 2002, quando presenziò al funerale del regista che lo aveva scoperto e lanciato, il suo maestro Chang Cheh. In una carriera che copre un lasso di tempo di più di 30 anni, Wang ha recitato in più di 70 film. Benché la sua carriera si sia basata sul cinema di arti marziali, egli non fu mai il vero marzialista che il cinema mostrava, sebbene fosse un discreto esponente dello scuola di karate Shotokan.
Prima dell'arrivo di Bruce Lee, era stato l'attore più pagato nel cinema di Hong Kong, anche se i metodi contrattuali a salario utilizzati dal produttore Shaw non consentivano grandi cifre alle star locali, se non qualche bonus in caso di eccezionali successi, e fu per questo che Wang Yu aveva "divorziato" dagli Shaw, i quali peraltro si vendicarono lanciando un suo sosia col nome d'arte simile (Yung Wang Yu), e producendo un remake de The One Armed Swordsman nel 1971, The New One Armed Swordsman (noto in Italia come La mano sinistra della violenza, 1973), con David Chiang protagonista. Resta comunque un attore carismatico ed un nome assolutamente di punta del genere arti marziali, nonché il primo divo del genere che scrisse e diresse un suo proprio film.

### Vita privata
La vita privata di Wang è sempre stata piuttosto turbolenta, sia per quanto riguarda le relazioni sia per alcune accuse di violenza e pubblica ebbrezza. Nel 1969 Wang sposò l'attrice Jeanette Lin, 19 anni più anziana di lui, dopo una travagliata relazione con la regista Qin Jian che morì suicida. Jeanette Lin lasciò l'industria cinematografica poco dopo il matrimonio, che tuttavia si rivelò un fallimento, finché i due divorziarono nel 1975. Wang e Lin ebbero tre figlie, tra le quali la primogenita Linda Wong divenne una popolare cantante cantopop negli anni '90. Jeanette Lin emigrò negli Stati Uniti nel 1977 e morì a Taiwan nel 1995 a causa di complicazioni cardiache dovute ad un attacco d'asma, di cui soffriva da sempre.
Negli anni novanta, Wang si risposò per una seconda volta con l'assistente di volo Wang Kaizhen (王凱貞). Anche questa relazione si rivelò burrascosa e portò la donna a richiedere il divorzio, che tuttavia Wang non accettò. Il matrimonio finì nel 1999, quando l'attore scoprì che la moglie lo tradiva e la umiliò pubblicamente attraverso la stampa. Oltre alle tumultuose relazioni personali, nel 1981 Wang fu anche accusato di omicidio a Taiwan. Fu attaccato da tre uomini armati in un ristorante di Taipei e ne uccise uno. Fu assolto per legittima difesa, tuttavia trattandosi di un evidente regolamento di conti fra triadi, la reputazione dell'attore ne uscì compromessa.
Nel 2011 Wang Yu ebbe un ictus, che gli causò la perdita di forza e funzioni motorie nel lato sinistro del corpo. Grazie alle sedute di fisioterapia, l'attore tornò a parlare e camminare normalmente, sebbene non abbia mai recuperato il 100% della forza del braccio sinistro. Dal 2013, tuttavia, tornò a lavorare sul grande schermo, vincendo l'oscar del cinema taiwanese, il Golden Horse, col film Soul. In Italia l'attore è stato riscoperto grazie alla collana di libri su Bruce Lee e sul cinema di arti marziali pubblicata fra il 1990 ed il 2000 dalla Edizioni mediterranee e scritti dal saggista-sceneggiatore Lorenzo De Luca, anche autore del documentario Dragonland (2009) che ripercorre le figure di numerosi personaggi fra cui Yu.

## Premi e riconoscimenti
| Anno | Premio                       | Categoria                       | Film           | Risultato       |
| ---- | ---------------------------- | ------------------------------- | -------------- | --------------- |
| 1977 | 15° Golden Horse Awards      | Miglior Attore                  | Brotherly Love | Candidato/a     |
| 2011 | 48° Golden Horse Awards      | Miglior Attore non Protagonista | Dragon         | Candidato/a     |
| 2012 | 31° Hong Kong Film Awards    | Miglior Attore non Protagonista | Dragon         | Candidato/a     |
| 2013 | 15° Taipei Film festival     | Miglior Attore                  | Soul           | Vincitore/trice |
| 2013 | 50° Golden Horse Film Awards | Miglior Attore Protagonista     | Soul           | In attesa       |

## Filmografia

### Attore
- Twin Sword (1964)
- Tiger Boy (1964)
- Temple of the Red Lotus (1965)
- The Twin Swords (1965)
- Magnificent Trio (1966)
- Tiger Boy (1966)
- The Assassin (1967)
- Trail of the Broken Blade (1967)
- Asia-Pol (1967)
- Sword and the Lute (1967)
- Mantieni l'odio per la tua vendetta (1967)
- The Sword of Swords (1968)
- Golden Swallow (1968)
- La sfida degli invincibili campioni (1969)
- My Son (1970)
- The Chinese Boxer (1970)
- Con una mano ti rompo con due piedi ti spezzo (1971)
- The Desperate Chase (1971)
- The Professional Killer (1971)
- Morale and Evil (1971)
- Invincible Sword (1971)
- Zatoichi and the One-Armed Swordsman (1971)
- The Magnificent Chivalry (1971)
- The Invincible (1972)
- Furious Slaughter (1972)
- The Last Duel (1972)
- Chow Ken (1972)
- La regina del karate (1972)
- The Adventure (1972)
- Shogun Saints (1972)
- Royal Fist (1972)
- Black Friday (1973)
- A Man Called Tiger (1973)
- Knight Errant (1973)
- Seaman No. 7 (1973)
- Beach of the War Gods (1973)
- The Two Cavaliers (1973)
- King of Boxers (1973)
- Ten Fingers of Steel (1973)
- Boxers of Loyalty and Righteousness (1973)
- The Tattooed Dragon (1973)
- My Father, My Husband, My Son (1974)
- The Iron Man (1974)
- The Hero (1974)
- Four Real Friends (1974)
- A Cookbook of Birth Control (1975)
- Il dragone vola alto (1975)
- The Gallant (1975)
- Great Hunter (1975)
- A Queen's Ransom (1976)
- One Armed Swordsman Against Nine Killers (1976)
- One Armed Swordsmen (1976)
- Killer Meteors (1976)
- Rage of the Masters (1976)
- Tiger and Crane Fist (1976)
- Killer Meteors (1976)
- The Criminal (1977)
- Brotherly Love (1977)
- One Arm Chivalry Fights Against One Arm Chivalry (1977)
- Return of the Chinese Boxer (1977)
- Lantern Street (1977)
- Deadly Silver Spear (1977)
- Blood of the Dragon (1978)
- Point of the Finger of Death (1978)
- Big Leap Forward (1978)
- Ma Su Chen (1979)
- Fantasy Mission Force (1979)
- The Battle of Ku-ning-tou (1979)
- Prisoners of Mao (1979)
- Revenge of Kung Fu Mao (1982)
- Fantasy Mission Force (1983, con Jackie Chan)
- Shanghai (1984)
- Millionaire's Express (1986)
- Huo shao dao  (1990)
- Once Upon a Time in China (1991)
- Shogun & Little Kitchen (1992)
- Requital (1992)
- Beheaded 1000 (aka The Executioners, 1993)
- Kung Pow (2002)
- Dragon (2011)
- Let's Go! (2011)
- Soul (2014)

### Produttore
- Boxers of Loyalty and Righteousness (1973)
- One Armed Swordsman Against Nine Killers (1976)
- Return of the Chinese Boxer (1977)
- Huo shao dao (1990)
- Beheaded 1000 (1993)
- Stand Behind the Yellow Line (1997)
- Eighteen Springs (1997)

### Regista
- The Chinese Boxer (1970)
- One Armed Boxer (1971)
- Boxers of Loyalty and Righteousness (1973)
- Four Real Friends (1974)
- The Man from Hong Kong (1975) (co-regia con Brian Trenchard-Smith)
- Tiger and Crane Fist (1976)
- La ghigliottina volante (1976)
- One-Armed Swordsmen (1976)
- One Arm Chivalry Fights Against One Arm Chivalry (1977)

### Direttore d'azione
- Boxers of Loyalty and Righteousness (1973)

### Sceneggiatore
- The Chinese Boxer (1970)
- One Armed Boxer (1971)
- Beach of the War Gods (1973)
- La ghigliottina volante (1976)

## Doppiatori italiani
- Massimo Turci in Con una mano ti rompo con due piedi ti spezzo
- Piero Tiberi in Tayang il terrore della Cina
- Roberto Chevalier in Wang Yu il violento del karatè
- Pino Colizzi in Il dragone vola alto
- Giancarlo Maestri in La sfida degli invincibili campioni (doppiaggio tardivo 1978)